# غارتگران (فیلم)
غارتگران (به انگلیسی: Predators) فیلمی آمریکایی در ژانر اکشن علمی تخیلی ساخته‌شده در هالیوود، کمپانی فاکس قرن بیستم است که با عنوان غارتگر ۳ نیز شناخته می‌شود. این فیلم، عنوان سومین قسمت از فرنچایز غارتگر است که در سال ۲۰۱۰ میلادی اکران شد. نیمرود آنتال کارگردان فیلم، رابرت رودریگز تهیه‌کننده، و الکس لیتواک و مایکل فینچ فیلم‌نامه آن را نگاشته‌اند. آدرین برودی، توفر گریس، آلیس براگا، والتون گاگینز و لارنس فیشبرن بازیگران فیلم هستند.
این فیلم نتوانست انتظار طرفداران این سری را برآورده کند. دنباله‌ای برای این فیلم تحت عنوان غارتگر در سال ۲۰۱۸ به نمایش درآمد.

## خلاصه داستان
گروهی از جنگجویان زبده، در حال سقوط آزاد به هوش می‌آیند و موفق می‌شوند با استفاده از چتر نجات در یک جنگل فرود آیند. طولی نمی‌کشد که آن‌ها در می‌یابند روی یک سیاره دیگرند و اکنون موجوداتی بیگانه به دنبال شکار آنها هستند. اکنون تنها راه آن‌ها برای زنده ماندن در این بازی مرگبار، همکاری است…

## پیووند به بیرون
- وبگاه رسمی
- غارتگران در بانک اطلاعات اینترنتی فیلم‌ها (IMDb)
- غارتگران در آل‌مووی